# تپه گورجید ۱۱
تپه گورجید ۱۱ مربوط به دوره نوسنگی است و در شهرستان چرداول، بخش هلیلان، دهستان هلیلان، ۲/۵ کیلومتری جنوب شرق روستای چشمه ماهی واقع شده و این اثر در تاریخ ۲۶ اسفند ۱۳۸۷ با شمارهٔ ثبت ۲۶۰۱۰ به‌عنوان یکی از آثار ملی ایران به ثبت رسیده است.